# غوالف
غوالف (بالإنجليزية: Guelph)‏ (‎ɡwɛlf‏) هي مدينة كندية تقع في مقاطعة أونتاريو. تبلغ مساحة هذه المدينة 86.7198 (كم²)، ويبلغ عدد سكانها 114943 نسمة حسب إحصاء سنة 2006 م، بينما كان يسكنها 106170 نسمة في سنة 2001 م. تحتل هذه المدينة المرتبة رقم 40 بين مدن كندا حسب عدد السكان والمرتبة رقم 20 في المقاطعة. نما عدد السكان في هذه المدينة بنسبة (8.3) بين العامين المذكورين.

## أعلام
- نيف كامبل
- جيمس روس
- صموئيل كارتر
- توماس كولينز
- دونا ستريكلاند
- ديك كارول
- ديك براون
- لوغان كوتور
- جون ماكريه
- دان أوكونور

## وصلات خارجية
- الأطلس الحكومي لكندا
- إحصاءات كندا مع ساعة تعداد السكان

لم يتم العثور على روابط لمواقع التواصل الاجتماعي.